# Westenergie (Schiff)
Die Westenergie war das erste mit Methanol-Brennstoffzellen betriebene Ausflugsschiff in Deutschland und wird auf dem Baldeneysee im Unterlauf der Ruhr von der Weissen Flotte Baldeney-GmbH eingesetzt. Mittlerweile erfolgt der Betrieb nach Beendigung des Forschungsprojektes ausschließlich mit dem Elektromotor, über eingebaute Batterien.

## Geschichte
Die Westenergie war Teil des „Greenfuel“-Projekts der ehemaligen RWE-Tochter Innogy und zeigt die Möglichkeit, auch als E-Fuel bezeichnetes Methanol aus Ökostrom, Wasser und Kohlenstoffdioxid aus der Umgebungsluft im Verkehr einzusetzen. Das kombinierte System der Westenergie besteht aus einem Methanol-Reformer und den Brennstoffzellen. Es wurde im Rahmen des E-und-E-Programms Pa-X-ell entwickelt, um eine umweltfreundliche Stromerzeugung für das interne Bordnetz von Kreuzfahrtschiffen zu realisieren. Von dem Pa-X-ell-Projektleiter Meyer Werft wurde ein Methanol-Brennstoffzellensystem zu Versuchszwecken auf einem Kreuzfahrtschiff installiert.
Der Ankauf des ehemaligen Ausflugsschiffes und der Umbau kosteten rund zwei Millionen Euro und wurde durch die Firma Innogy und aus den Fördermitteln der Grünen Hauptstadt Europas – Essen 2017 finanziert.

## Schiffsbeschreibung
Die Westenergie ist ein Ausflugsschiff, das im Auftrag der ehemaligen RWE-Tochter Innogy von der Lux-Werft aus einem Fahrgastschiff, das bislang in Ratzeburg gefahren war, umgebaut wurde. Die den elektrischen Propellermotor mit Strom versorgenden sieben Brennstoffzellen vom Typ HT PEM (Hochtemperatur-Polymerelektrolytmembran) wurden vom dänischen Brennstoffzellenhersteller SerEnergy entwickelt und hergestellt. Das Brennstoffzellensystem hat eine Nennleistung von 35 kW und besteht aus sieben 5-kW-Modulen, die in einem Schaltschrank integriert sind. Das elektrische Gesamtsystem besteht aus dem Brennstoffzellensystem und einem Akkumulatorsatz mit einer Kapazität von rund 100 kWh. Die Nutzung von Abwärme aus der Brennstoffzelle dient zur Unterstützung des Methanol-Reformers. Der Tankinhalt des Schiffes für Methanol beträgt 330 Liter.
Das Methanol wird in einer Elektrolyseeinheit mit nachgeschalteter Synthese direkt am Baldeneysee im Wasserkraftwerk Baldeney am Stauwehr erzeugt. In einer zwei mal zwei Meter großen Anlage wird Kohlenstoffdioxid aus der Umgebungsluft gefiltert und mit Hilfe von Strom und Wasser zu Methanol umgesetzt. Da die erzeugte Methanolmenge jedoch nicht ausreicht, muss zusätzliches aus dem Ausland importiert und über LKWs angeliefert werden.
Mittlerweile ist der Methanolbetrieb eingestellt worden, da das Forschungsprojekt abgeschlossen wurde. Die Fahrten erfolgen nun mit grünem Strom von Land über die bereits eingebauten Batterien.